# Gornja Dolina
Gornja Dolina (en cirílico: Горња Долина) es una aldea de la municipalidad de Gradiška, Republika Srpska, Bosnia y Herzegovina.

## Población
| Composición de la Población - Aldea de Gornja Dolina | Composición de la Población - Aldea de Gornja Dolina | Composición de la Población - Aldea de Gornja Dolina | Composición de la Población - Aldea de Gornja Dolina | Composición de la Población - Aldea de Gornja Dolina |
| ---------------------------------------------------- | ---------------------------------------------------- | ---------------------------------------------------- | ---------------------------------------------------- | ---------------------------------------------------- |
|                                                      | 2013                                                 | 1991                                                 | 1981                                                 | 1971                                                 |
| Total                                                | 98                                                   | 400 (100%)                                           | 462 (100%)                                           | 534 (100%)                                           |
| Varones                                              | 53                                                   | -                                                    | -                                                    | -                                                    |
| Mujeres                                              | 45                                                   | -                                                    | -                                                    | -                                                    |
| Serbios                                              | 87 (88,78%)                                          | 5 (1,25%)                                            | 2 (0,43%)                                            | -                                                    |
| Croatas                                              | 9 (9,184%)                                           | 382 (95,50%)                                         | 457 (98,92%)                                         | 534 (100%)                                           |
| Bosniacos                                            | -                                                    | -                                                    | 1 (0,216%)                                           | -                                                    |
| Eslovenos                                            | -                                                    | -                                                    | -                                                    | -                                                    |
| Musulmanes                                           | -                                                    | -                                                    | -                                                    | -                                                    |
| Montenegrinos                                        | -                                                    | -                                                    | -                                                    | -                                                    |
| Macedonios                                           | -                                                    | -                                                    | -                                                    | -                                                    |
| Gitanos                                              | -                                                    | -                                                    | -                                                    | -                                                    |
| Albaneses                                            | -                                                    | -                                                    | -                                                    | -                                                    |
| Ukranianos                                           | -                                                    | -                                                    | -                                                    | -                                                    |
| Yugoslavos                                           | 1 (1,02%)                                            | 3 (0,75%)                                            | 1 (0,27%)                                            | –                                                    |
| Otros                                                | -                                                    | 10 (2,50%)                                           | 1 (0,22%)                                            | –                                                    |
| Sin declarar                                         | 1 (1,02%)                                            | -                                                    | -                                                    | -                                                    |
| Desconocidos                                         | -                                                    | -                                                    | -                                                    | -                                                    |